# Martha Reeves

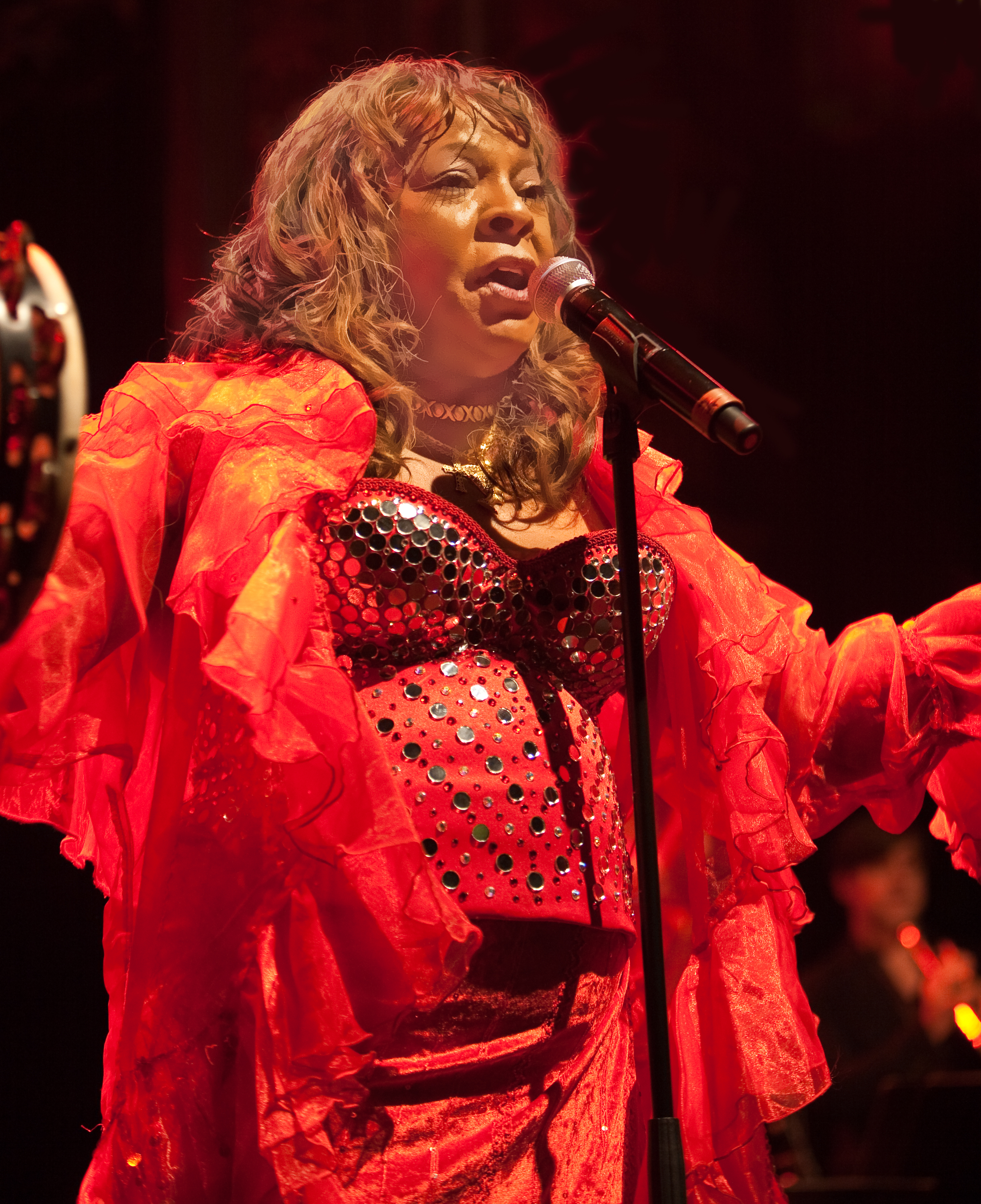
Martha Reeves, 2011

Martha Rose Reeves (* 18. Juli 1941 in Eufaula, Alabama) ist eine US-amerikanische Soul-Sängerin, die vor allem als Frontfrau von Martha & the Vandellas in den 1960er Jahren bekannt wurde.

## Biografie

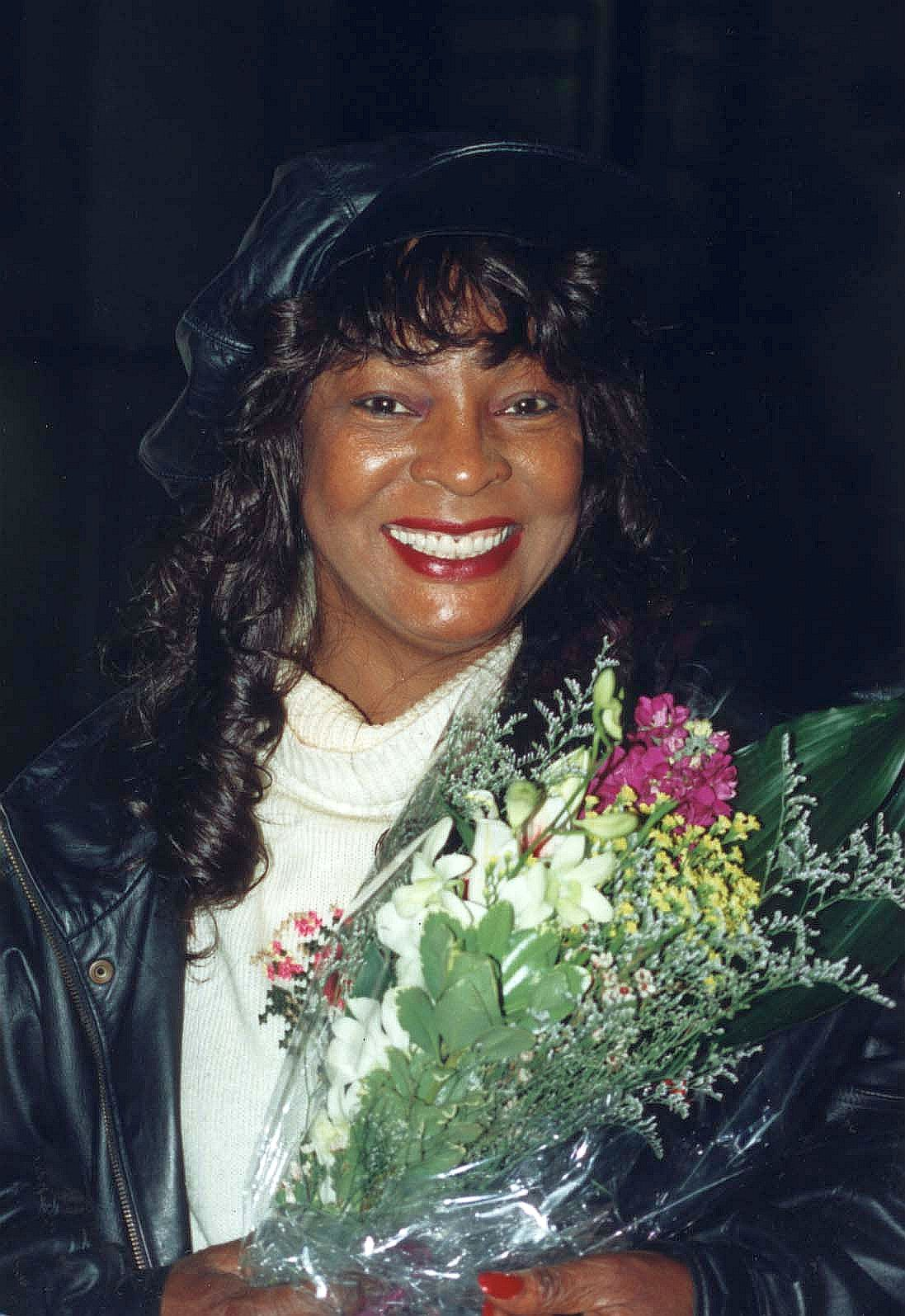
Martha Reeves, 1996

Martha Reeves wuchs in Detroit auf, wo sie schon bald im Chor der Kirche ihres Großvaters sang. 1959 schloss sie sich kurzzeitig den Fascinations an und gründete im nächsten Jahr die Del-Phis. Diese konnten keinerlei Erfolge verzeichnen, doch nachdem Reeves einen Talentwettbewerb gewonnen hatte, bekam sie eine Anstellung als Solokünstlerin in einem Nachtclub, wo sie als Martha LaVaille auftrat.
Bei einem dieser Auftritte wurde sie von William „Mickey“ Stevenson, einem Angestellten des Motown-Labels entdeckt, der sie zunächst als Sekretärin anstellte. Zusammen mit den Del-Phis begann sie 1962 dann als Backgroundsängerin auf Marvin Gayes Stubborn Kind of Fellow erste Studio-Erfahrungen zu sammeln. Stevenson war beeindruckt von den Fähigkeiten der Band, sodass sie als The Vels schon bald eine eigene Single aufnahmen. Nach einer weiteren Umbenennung in Martha & the Vandellas folgten ab 1963 diverse Hits wie Heat Wave (1963), Dancing in the Street (1964) oder Jimmy Mack (1967).
Im Laufe der Zeit wurde es für Reeves dann jedoch schwerer, den Erfolg und den damit verbundenen Stress zu bewältigen, und sie begann Drogen zu nehmen. Nach einem schweren LSD-Trip 1968, der einen Nervenzusammenbruch zur Folge hatte, ließ der Erfolg der Vandellas merklich nach. 1972 trennte sie die Gruppe schließlich. Als Motown seine Büros nach Los Angeles verlegte, verließ Reeves das Label und unterschrieb als Solokünstlerin bei MCA.
Richard Perry produzierte ihr Solo-Debüt Martha Reeves, das 1974 erschien. Auf dem Album waren verschiedene Coverversionen aus den Bereichen Rock, Pop und Rhythm and Blues zu hören. Die ausgekoppelte Single Power of Love war auf Platz 76 in den USA nur ein kleiner Hit. Das Album floppte, wodurch sich Reeves’ Persönlichkeits-Schwierigkeiten noch verstärkten. Erst nachdem sie 1977 Baptistin geworden war, ging es ihr wieder besser. Weitere Alben wie The Rest of My Life für Arista (1976) oder die Disco-Werke We Meet Again (1978) sowie Gotta Keep Moving (1980) für Fantasy hatten dennoch keinen Erfolg.
In den 1990er Jahren startete sie eine kurzlebige Reunion der Vandellas mit Annette Beard und Rosalyn Ashford und tourte durch Großbritannien. 1994 erschien Dancing in the Street: Confessions of a Motown Diva, die Autobiografie von Reeves.
2001 folgte ein neues Soloalbum der Sängerin unter dem Titel Home to You, das bis auf zwei Songs nur Eigenkompositionen enthielt.

## Diskografie

### Alben
| Jahr | Titel                 | Höchstplatzierung, Gesamtwochen, AuszeichnungChartsChartplatzierungen (Jahr, Titel, Platzierungen, Wochen, Auszeichnungen, Anmerkungen) | Anmerkungen                                              |
| Jahr | Titel                 | R&B | Anmerkungen                                              |
| ---- | --------------------- | --- | -------------------------------------------------------- |
| 1974 | Martha Reeves MCA 414 | R&B54 (5 Wo.)R&B | Erstveröffentlichung: Juni 1974 Produzent: Richard Perry |

Weitere Veröffentlichungen
- 1976: The Rest of My Life (Arista 4105)
- 1978: We Meet Again (Fantasy 9549)
- 1980: Gotta Keep Moving (Fantasy 9591)
- 1982: Dancin’ in the Streets (Phonorama 5612) 1
- 1986: Dancing in the Street (Kompilation; Object Enterprises R0009)
- 2001: Home to You (Itch 1001)

### Singles
| Jahr | Titel Album                    | Höchstplatzierung, Gesamtwochen, AuszeichnungChartplatzierungen (Jahr, Titel, Album, Platzierungen, Wochen, Auszeichnungen, Anmerkungen) | Höchstplatzierung, Gesamtwochen, AuszeichnungChartplatzierungen (Jahr, Titel, Album, Platzierungen, Wochen, Auszeichnungen, Anmerkungen) | Höchstplatzierung, Gesamtwochen, AuszeichnungChartplatzierungen (Jahr, Titel, Album, Platzierungen, Wochen, Auszeichnungen, Anmerkungen) | Anmerkungen                                                                                              |
| Jahr | Titel Album                    | US | R&B | Dance | Anmerkungen                                                                                              |
| ---- | ------------------------------ | --- | --- | --- | --- |
| 1974 | Power of Love Martha Reeves    | US76 (5 Wo.)US | R&B27 (13 Wo.)R&B | — | Erstveröffentlichung: Februar 1974 Autoren: Kenny Gamble, Leon Huff, Joe Simon Original: Joe Simon, 1972 |
| 1974 | Wild Night Martha Reeves       | — | R&B74 (7 Wo.)R&B | — | Erstveröffentlichung: August 1974 Autor und Original: Van Morrison, 1974                                 |
| 1975 | Love Blind The Rest of My Life | — | R&B61 (6 Wo.)R&B | — | Erstveröffentlichung: Mai 1975 Autor: Martha Reeves                                                      |
| 2012 | I’m Not Leaving                | — | — | Dance24 (8 Wo.)Dance | Erstveröffentlichung: April 2012 The Crystal Method feat. Martha Reeves und The Funk Brothers            |

Weitere Veröffentlichungen
- 1973: No One There (VÖ: Februar)
- 1973: I Won’t Be the Fool I’ve Been Again (VÖ: März; nicht erschienen)
- 1974: My Man (You Changed My Tune) (VÖ: November)
- 1975: I’ve Got to Use My Imagination (VÖ: Mai)
- 1975: (Your Love Keeps Lifting Me) Higher and Higher (VÖ: Dezember)
- 1976: The Rest of My Life (VÖ: Oktober)
- 1977: You’ve Lost That Lovin’ Feelin’ (VÖ: Januar)
- 1978: Love Don’t Come No Stronger (VÖ: Juni)
- 1979: Skating in the Streets (Dancing in the Streets) (VÖ: September)
- 1980: That’s What I Want (VÖ: April)
- 1990: It’s the Same Old Song
- 1990: You’re All I Need to Get By (mit G. C. Cameron)

### Videoalben
- 2013: Dancing in the Street: Live in Concert (CD + DVD; ZYX Music 21011D-2)